# عبدالله الدخیل
عبدالله الدخیل (انگلیسی: Abdulla Al-Dakeel؛ زادهٔ ۳ ژوئن ۱۹۸۵) بازیکن فوتبال اهل بحرین است.
از باشگاه‌هایی که در آن بازی کرده‌است می‌توان به باشگاه فوتبال الوحده امارات و باشگاه ورزشی المحرق اشاره کرد.
وی همچنین در تیم ملی فوتبال بحرین بازی کرده‌است.